# Île Aïpoto
L' Île Catalin est une île située sur le fleuve Approuague dans la commune de Régina en Guyane.